# 小畑裕馬
小畑 裕馬（おばた ゆうま、2001年11月7日 - ）は、宮城県登米市出身のプロサッカー選手。Jリーグ・アビスパ福岡所属。ポジションはゴールキーパー（GK）。

## 来歴

### プロ入り前
ベガルタ仙台のアカデミー出身。2017年から2019年はトップチームに2種登録された。2019年からU-18日本代表に選出され、AFC U-19選手権2020 (予選)に出場するメンバーに入った。

### ベガルタ仙台
2020年よりトップチームへ昇格。同年7月4日、J1第2節の湘南戦でデビューを果たし、無失点で勝利に貢献した。一時はレギュラーとして試合に出場したがヤクブ・スウォビィクの壁を完全に崩すことは出来ず、再び控えに回った。
2021シーズンから背番号を1に変更。しかし同シーズンは、スウォビィクに加えて2mの大型外国人GKネデリコ・ストイシッチが加入したこともあってベンチ入りの機会が減少。同年の出場は無かった。
2022年シーズンは杉本大地やストイシッチと守護神争いを繰り広げ、第32節の群馬戦ではPKストップするなど、正守護神として定着し、GK陣では最多の21試合に出場した。
2023年シーズンはこの年にFC東京から移籍の林彰洋に正GKの座を奪われる形となり、リーグ戦5試合、天皇杯1試合の出場にとどまる。
2024年もルヴァン杯、天皇杯1試合ずつのみの出場で、リーグ戦は1試合も出場できず。

### アビスパ福岡
2025年、アビスパ福岡へ完全移籍。

## 所属クラブ
- ファナティコス
- アバンツァーレ仙台SC（仙台市立榴岡小学校）
- ベガルタ仙台ジュニアユース（仙台市立東華中学校）
- ベガルタ仙台ユース（明成高等学校）
  - 2017年8月 - 同年12月  ベガルタ仙台（2種登録選手）
  - 2018年6月 - 2019年  ベガルタ仙台（2種登録選手）
- 2020年 - 2024年  ベガルタ仙台
- 2025年 -  アビスパ福岡

## 個人成績
| 国内大会個人成績 | 国内大会個人成績 | 国内大会個人成績 | 国内大会個人成績 | 国内大会個人成績 | 国内大会個人成績 | 国内大会個人成績 | 国内大会個人成績 | 国内大会個人成績 | 国内大会個人成績 | 国内大会個人成績 | 国内大会個人成績 |
| 年度             | クラブ           | 背番号           | リーグ           | リーグ戦         | リーグ戦         | リーグ杯         | リーグ杯         | オープン杯       | オープン杯       | 期間通算         | 期間通算         |
| 年度             | クラブ           | 背番号           | リーグ           | 出場             | 得点             | 出場             | 得点             | 出場             | 得点             | 出場             | 得点             |
| 日本             | 日本             | 日本             | 日本             | リーグ戦         | リーグ戦         | リーグ杯         | リーグ杯         | 天皇杯           | 天皇杯           | 期間通算         | 期間通算         |
| ---------------- | ---------------- | ---------------- | ---------------- | ---------------- | ---------------- | ---------------- | ---------------- | ---------------- | ---------------- | ---------------- | ---------------- |
| 2020             | 仙台             | 24               | J1               | 7                | 0                | 1                | 0                | -                | -                | 8                | 0                |
| 2021             | 仙台             | 1                | J1               | 0                | 0                | 4                | 0                | 1                | 0                | 5                | 0                |
| 2022             | 仙台             | 1                | J2               | 21               | 0                | -                | -                | 0                | 0                | 21               | 0                |
| 2023             | 仙台             | 1                | J2               | 5                | 0                | -                | -                | 1                | 0                | 6                | 0                |
| 2024             | 仙台             | 1                | J2               | 0                | 0                | 1                | 0                | 1                | 0                | 2                | 0                |
| 2025             | 福岡             | 24               | J1               |                  |                  |                  |                  |                  |                  |                  |                  |
| 通算             | 日本             | 日本             | J1               | 7                | 0                | 5                | 0                | 1                | 0                | 13               | 0                |
| 通算             | 日本             | 日本             | J2               | 26               | 0                | 1                | 0                | 2                | 0                | 29               | 0                |
| 総通算           | 総通算           | 総通算           | 総通算           | 33               | 0                | 6                | 0                | 3                | 0                | 42               | 0                |

- 2017年から2019年は2種登録選手

- Jリーグ初出場：2020年7月4日 J1第2節 vs湘南ベルマーレ戦（SHONAN BMWスタジアム平塚）

## 代表歴
- U-18日本代表
  - 2019年 AFC U-19選手権 (予選)（英語版）（グループ1位）
- U-19日本代表
  - 2020年 千葉キャンプ
- U-20日本代表
  - 2021年 千葉キャンプ
- U-22日本代表
  - 2021年 AFC U-23アジアカップ予選
  - 2023年 アジア競技大会サッカー競技